# ワイルドシングス3
『 ワイルドシングス3 』は、2005年に製作されたアメリカ映画。人気シリーズ『ワイルドシングス』の第3作目である。

## ストーリー
建設会社のオーナーのジェイと彼の娘のマリーは、亡き母の形見のダイヤモンドをめぐって争っていた。そんなときジェイが、マリーと折り合いの悪い女子高生のエレナをレイプしたとして逮捕される。マリーはジェイに無実の罪を晴らすと約束するが、この事件はマリーがエレナと組んで仕掛けたでっちあげだった。しかし、ジェイもまたマリーを陥れる計画を立てていた。

## キャスト
マリー・クリフトン
出演：サラ・レイン / 日本語吹き替え：園崎未恵
クリフトン家の娘。レズビアンの性癖を利用され、破滅する。
ジェイ・クリフトン
出演：ブラッド・ジョンソン / 日本語吹き替え：水内清光
マリーの継父。建設会社を経営しているが、破産寸前。娘の財産を狙っている。
エレナ・サンドヴァル
出演：サンドラ・マッコイ / 日本語吹き替え：大坂史子
マリーの親友。
クリスティン・リチャーズ
出演：ディナ・メイヤー / 日本語吹き替え：本田貴子
エレナの保護観察官。実はエレナの母親。過去にレイプされた経験があり、エレナは犯人の娘でもある。犯人であるジェイに対し、復讐の機会を狙っている。
フィリップス校長
出演：ヴァン・エパーソン
リサ・ハワード
出演：ニッキ・グリフィン
マリーの親友。
モリソン刑事
出演：リンデン・アシュビー / 日本語吹き替え：古澤徹
ブルーベイ警察の刑事。前作『ワイルドシングス2』から登場。生真面目な実直者だが、周囲（特に犯罪者）からは間抜けと見られている。